# 久美浜湾

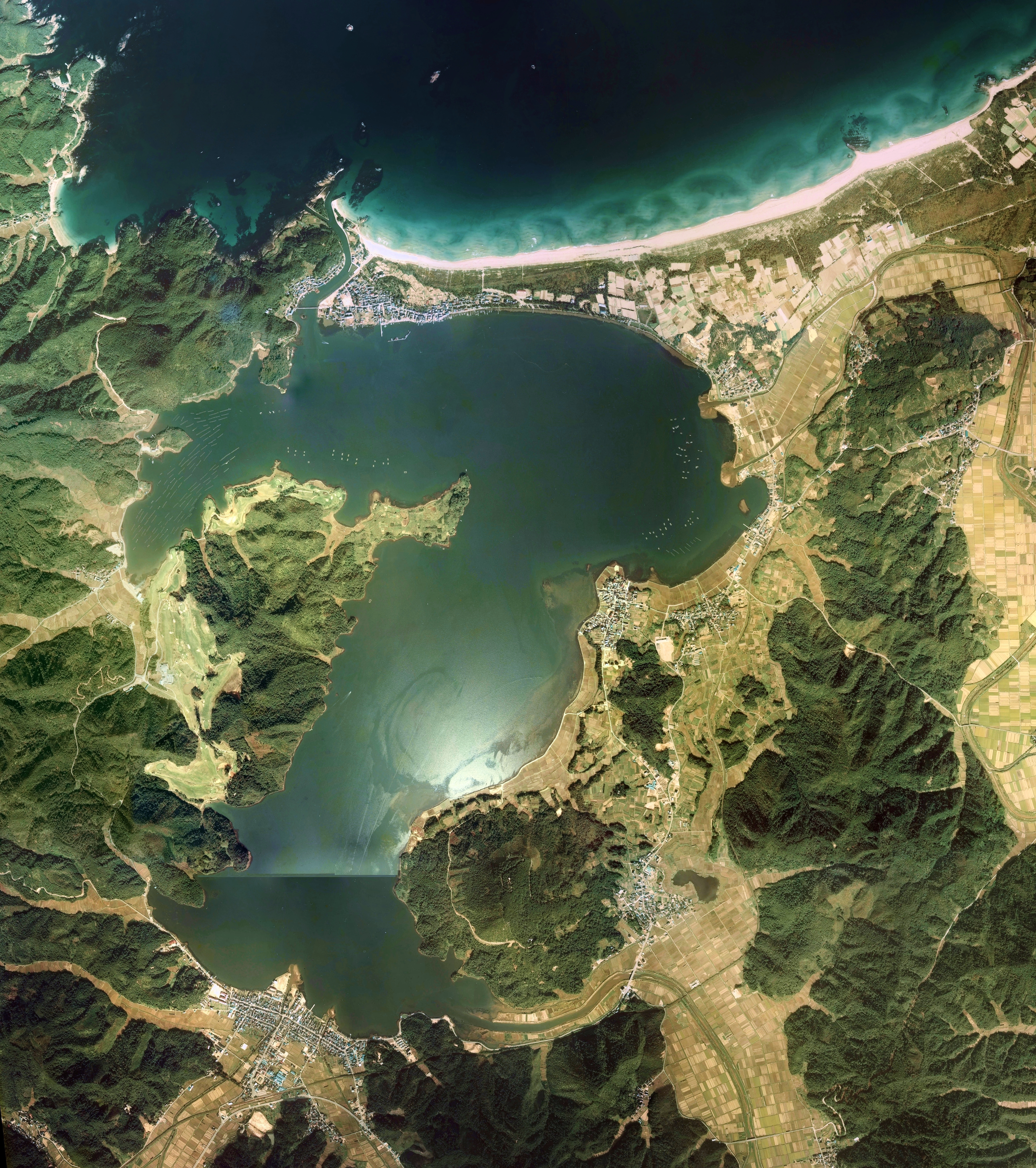
久美浜湾付近の空中写真。1976年撮影の12枚を合成作成。
。

久美浜湾（くみはまわん）は、京都府京丹後市の日本海沿いに広がる潟湖（せきこ）。日本海に面しており、山陰海岸国立公園に含まれている。景勝地としてよく知られ、「久美浜湾と甲山遠望」は、1971年（昭和46年）に京都府が企画し京都在住の日本画家12名に府内の名勝を描かせた「京の百景」にも選出され、樋口辰志によって描かれ、1973年（昭和48年）京都市内で開催された展覧会に出品された。

## 地理
湾と称しているが、小天橋と呼ばれる砂州によって日本海と隔てられている汽水性の潟湖である。小天橋は3河川から流出する土砂から成り、寝殿造の池の形に似ていると言われる自然美を形作っている。久美浜湾と日本海の間には、1913年（大正2年）に人工的に開削された、幅30mの水戸口と呼ばれる運河状の細い水路が通じている。閉鎖性が高いことから内湾と外海の水の交流が悪く、川から流れ込む水により水質悪化が進み、さらに川から淡水の流入があるため、湾内は年々淡水化している。潮流を改善し、漁場を清浄化するため、1972年（昭和47年）から水路の拡張開削工事などが行われた。
東から佐濃谷川（約19km）、川上谷川（約10km）、久美谷川（約4.5km）の3河川が久美浜湾に注いでおり、いずれも周囲に小規模な平野を形成しているが、それぞれ全長4-20kmの小河川で水量が少ないため、農地の灌漑などに利用されているのみである。西岸からは河岸段丘である大明神岬が半島のような形で突き出し、東南岸にある兜山と西北岸にある如意寺岳は山姿の良さから久美浜湾のシンボルとなっている。

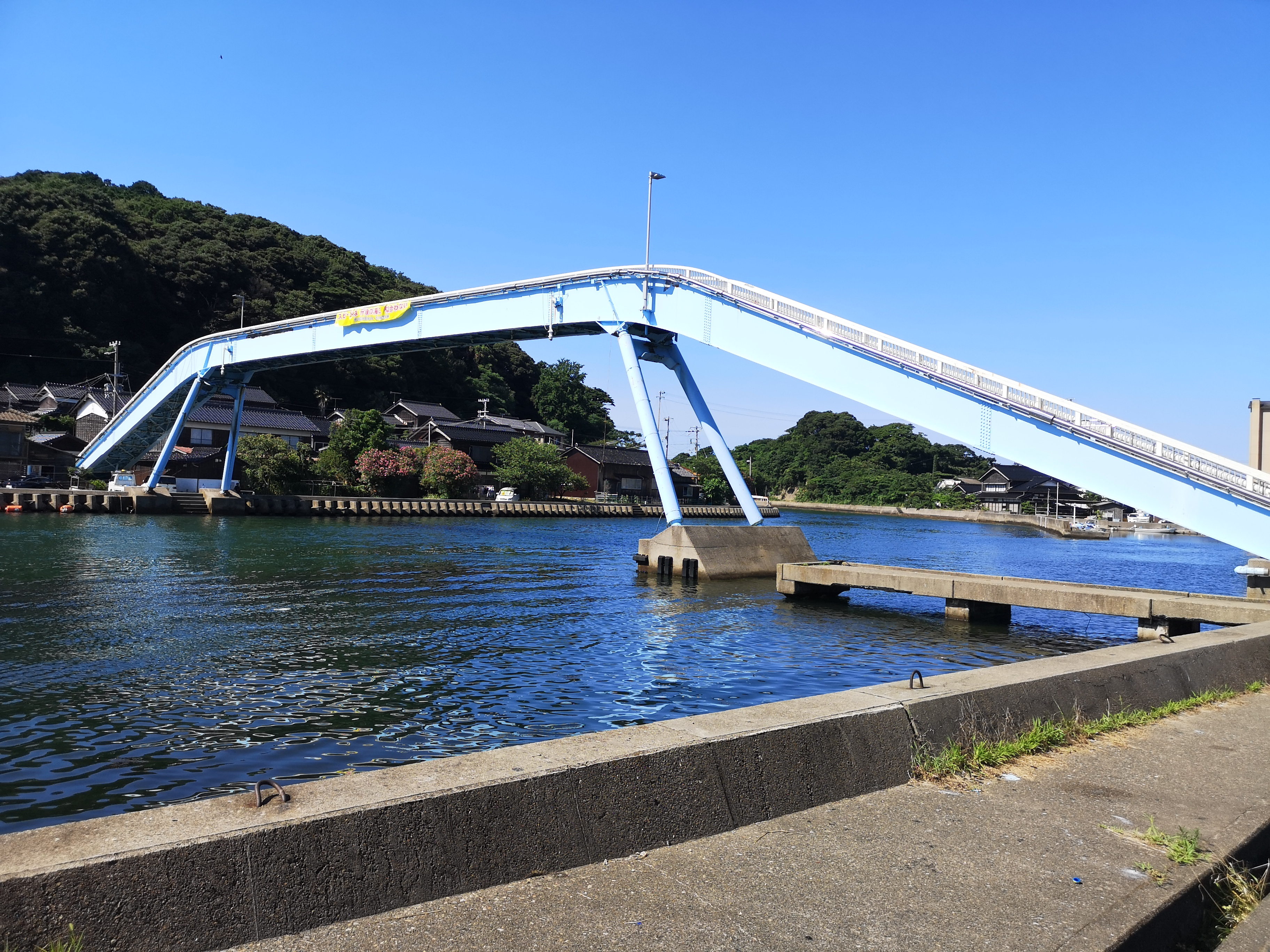
運河状の水戸口
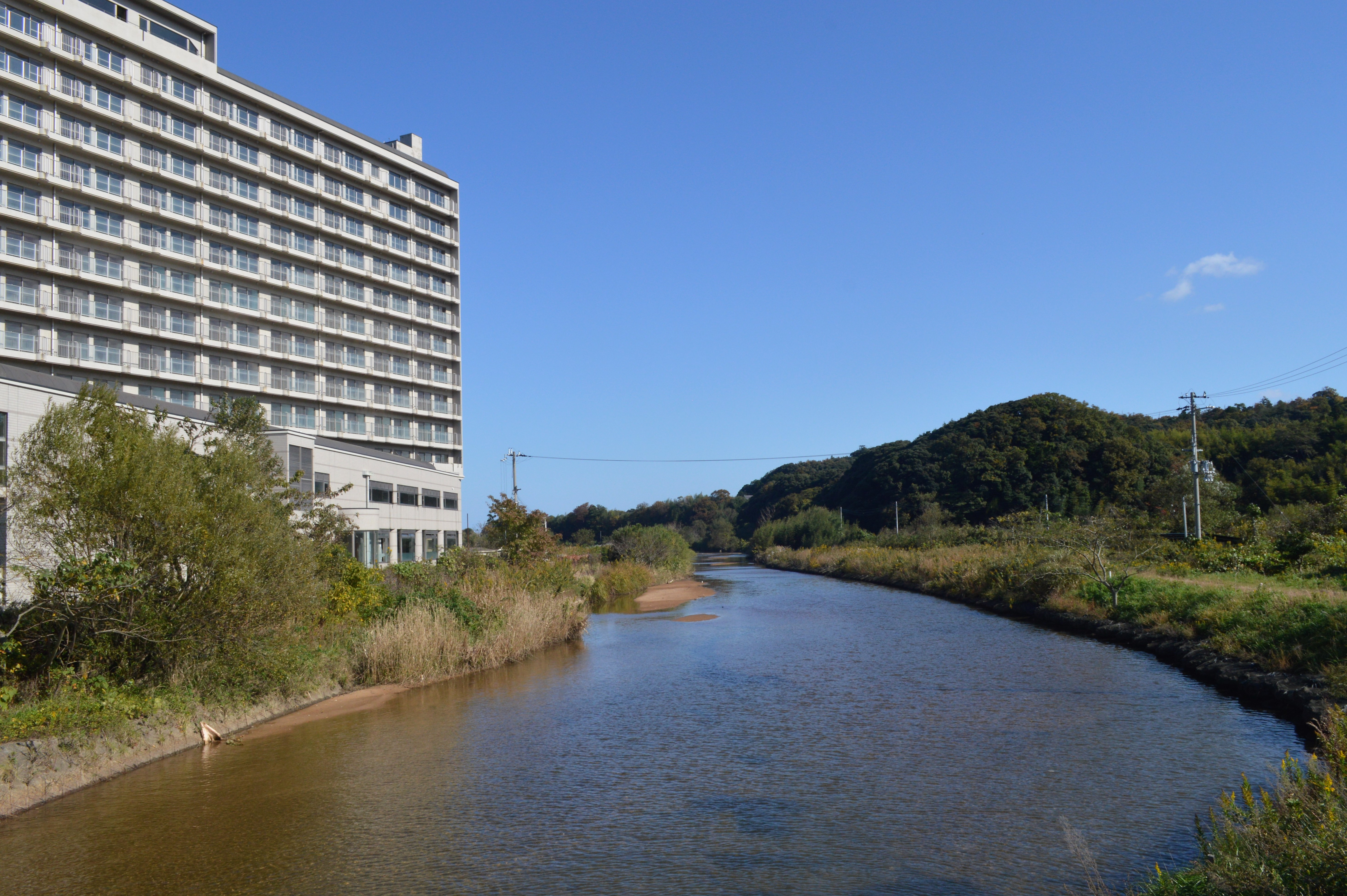
佐濃谷川
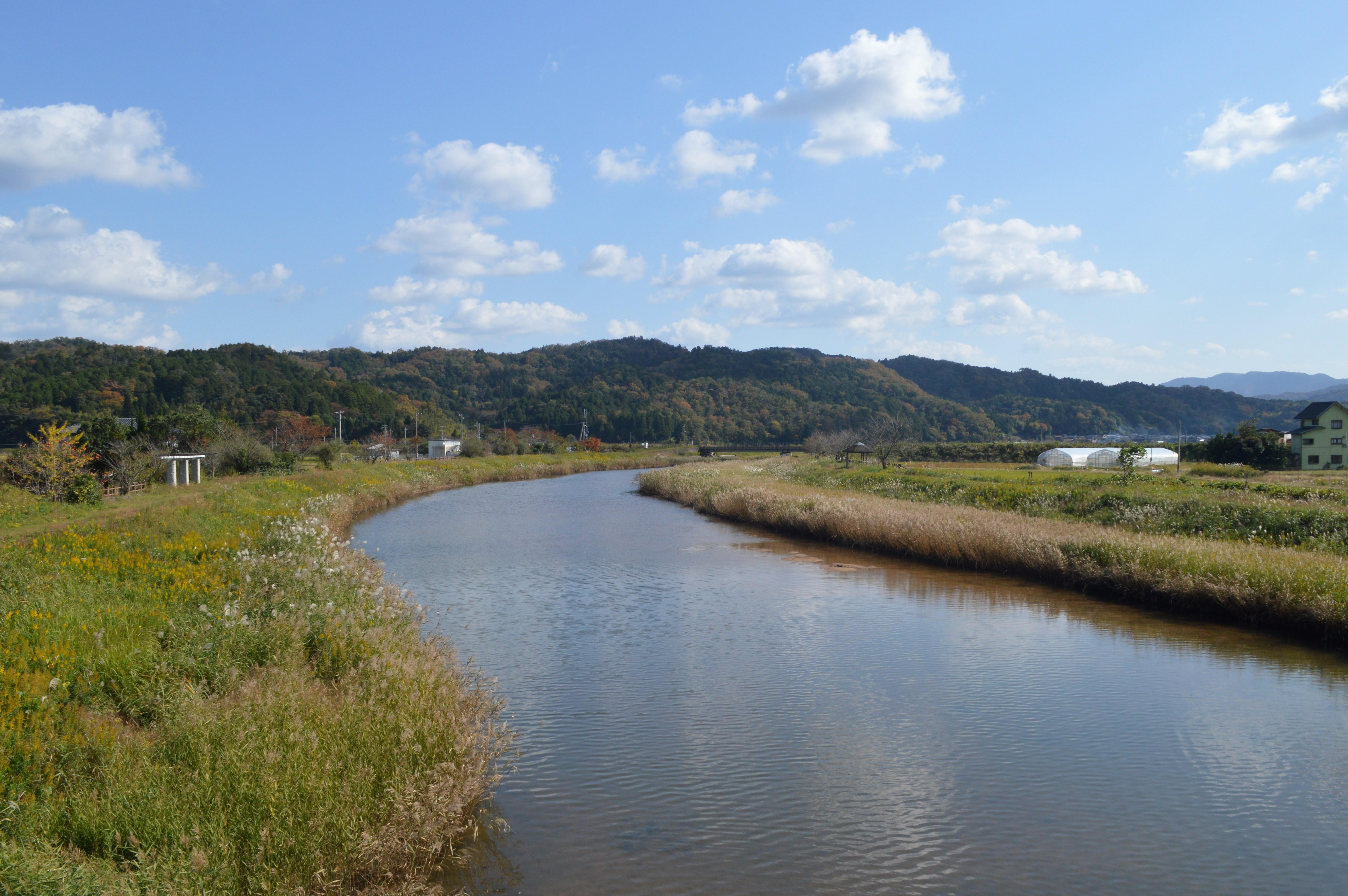
川上谷川
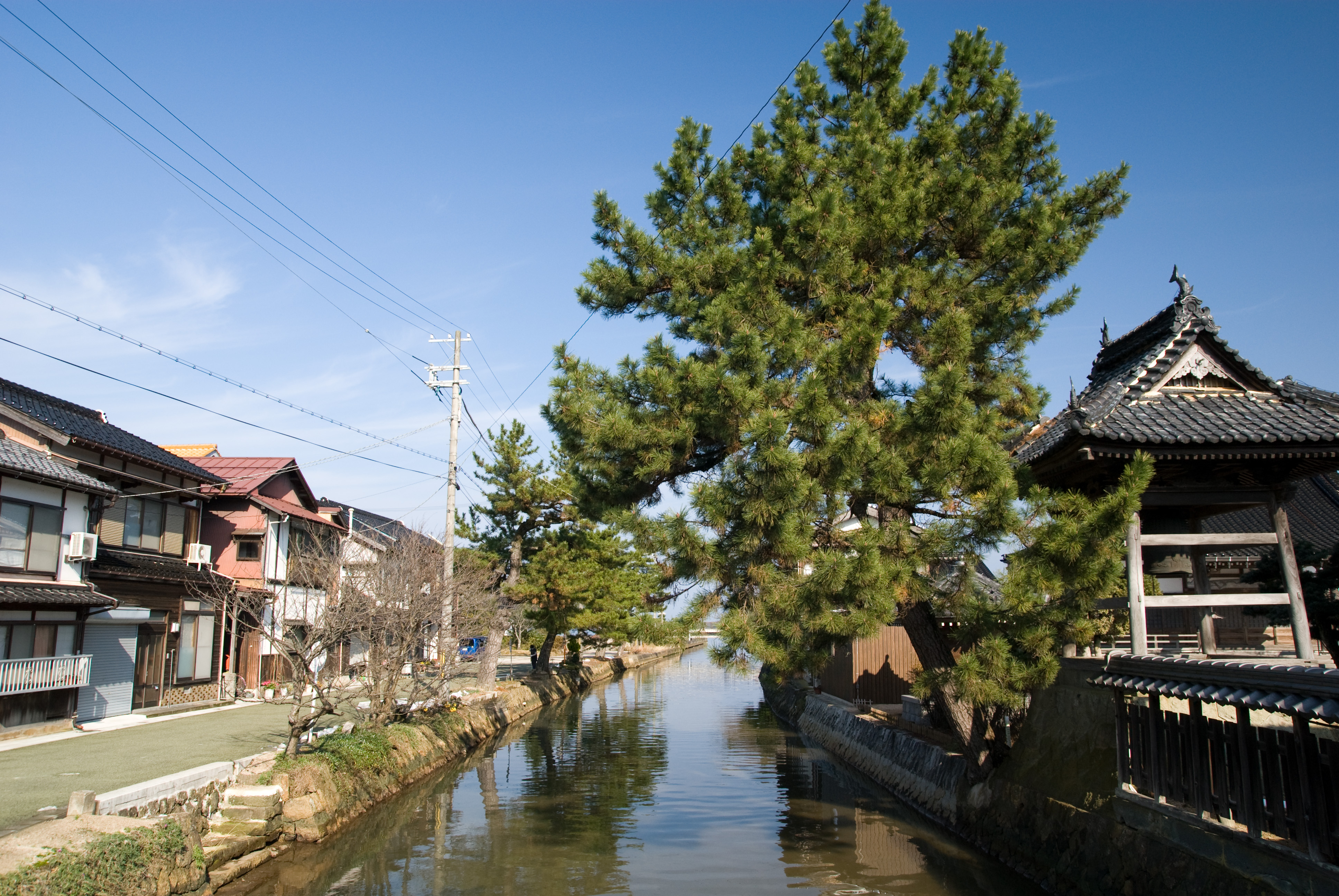
久美谷川

## 自然
一帯は1961年（昭和36年）に山陰海岸国定公園に指定され、1963年（昭和38年）に国立公園に昇格指定された。久美浜湾は国立公園の東の端に位置し、山が海に迫って岩石海岸が続く他の部分とは異なり、久美浜湾に面した日本海沿岸には白砂の砂浜や砂丘が形成されている。2008年（平成20年）には「久美浜湾のカキ養殖」が京都府選定文化的景観に選定された。2010年（平成22年）には京都（京丹後市）・兵庫・鳥取の3県にまたがる山陰海岸が、国際的に貴重な地形や地質のある自然公園「世界ジオパーク」に認定された。日本海に面して約6kmに渡って砂浜が続いている。
久美浜湾は京都府内で唯一のオオハクチョウの定期的な飛来地である。オオハクチョウは11月初旬から12月初旬にかけてシベリアから飛来し、神崎地区沿岸部で越冬した後、2月から3月にシベリアに飛び立つ。1982年には過去最多の54羽が飛来したが、2000年代には年間1、2羽まで減少した。

## 産業

### 水産業
海面漁業
カキの養殖は1896年（明治29年）に初めて試みられていたが、1950年代前半の久美浜湾開発研究調査で養殖に力を入れることになり、1960年（昭和35年）頃には久美浜町の主要な産業のひとつとなった。現在では湾内の4カ所に300基ほどの養殖用筏が並び、12月から3月のシーズン中に約100トンのカキが水揚げされる。1953年（昭和28年）には真珠の養殖も試みられたが、気象条件などにより生産量が安定しなかったため、開始後わずか10年ほどで廃れた。1960年（昭和35年）にはハマチの養殖が開始され、昭和40年代には養殖尾数が年間3万尾に達した。このほかにもクルマエビ、ハマグリ、クロダイなどの生産がある。

## 文化
カキやズワイガニなどのシーズンである冬には観光客が多く訪れ、1980年代半ばから行われている「カキ・魚まつり」には毎年2万人ほどの来訪客がある。湾の周囲には久美の浜温泉、久美浜シーサイド温泉、小天橋温泉、神野温泉、木津温泉、夕日ヶ浦温泉などの温泉が点在し、久美の浜温泉郷という総称を持っている。総じて40度から60度の高温で低張性弱アルカリ性温泉と分析され、1990年には20万人以上の浴客があった。
1922年（大正11年）には小天橋付近に海水浴場が設置され、昭和40年代には利用者数が10万人台から30万人台に急激に増加した。100m沖合で水深1.3mの遠浅であり、網野町まで約6kmに渡って海水浴場が広がっている。西岸の兜山山麓にはキャンプ場や芝生広場などが整備されており、標高192mの山頂にある展望休憩所からは久美浜湾北部が見渡せる。山頂まで舗装道路が整備されているが、甲山地区から徒歩で登るハイキング客も一定数いる。

### 水上スポーツ
また、波が穏やかであることからカヌーが盛ん。京都府立久美浜高等学校カヌー部は世界大会に頻繁に選手を送り出している名門校である。ウィンドサーフィンや水上バイクも人気がある。
2025年5月17日には、日本カヌーマラソン選手権大会が開催。約100人がカヌーに乗り競技に参加していたが、強風にあおられて次々と転覆。約40人が救助され、6人が病院に搬送された。後日、教訓として活かすために舞鶴海上保安部や京丹後市消防本部など関係機関が参加してカヌー遭難者の発生を想定した救助訓練が行われた。

## 交通

### 海上交通
湾外航路
1913年（大正2年）に湾口改修工事が完成し、久美浜を起点として日本海・円山川を通り、国鉄山陰本線の城崎駅に接続する定期客船が1日2往復運航された。外海と湾内をつなぐ水路は久美浜と京阪神を結び、物資の集散や人口の流動に重要な役割を果たしたが、1929年（昭和4年）に久美浜駅・豊岡駅間の鉄道（当時は峰豊線、のちの宮津線）が開通し、海上交通は廃れていった。1932年（昭和7年）には久美浜駅が峰山駅や宮津駅と結ばれた。
湾内航路
大正末期には湾内の久美浜地区と湊宮地区を結ぶモーターボートが定期航行を始めたが、第二次世界大戦時の燃料不足から運行は中止された。1952年（昭和27年）には神野地区と湊宮地区間に定期船が導入されたが、利用者が乏しく1年で廃止された。その後も湊宮地区へのアクセスのために、たびたび村営や民営の航路が運航されたが、高額な運航費・海難事故の不安・自動車の普及などから利用者数が安定せず、やがて湾内航路は廃止された。

### 陸上交通
1932年（昭和7年）、丹後木津駅-久美浜駅間に鉄道が開通して宮津線に組み込まれ、久美浜駅と丹後神野駅が久美浜湾に接続する役目を果たした。1962年（昭和37年）には久美浜駅-丹後神野駅間に甲山駅が新設されている。同じ年に丹後半島一周道路が完成して宮津市方面へのアクセス性が向上した。現在、丹後半島一周道路は国道178号線として使われている。

## ギャラリー

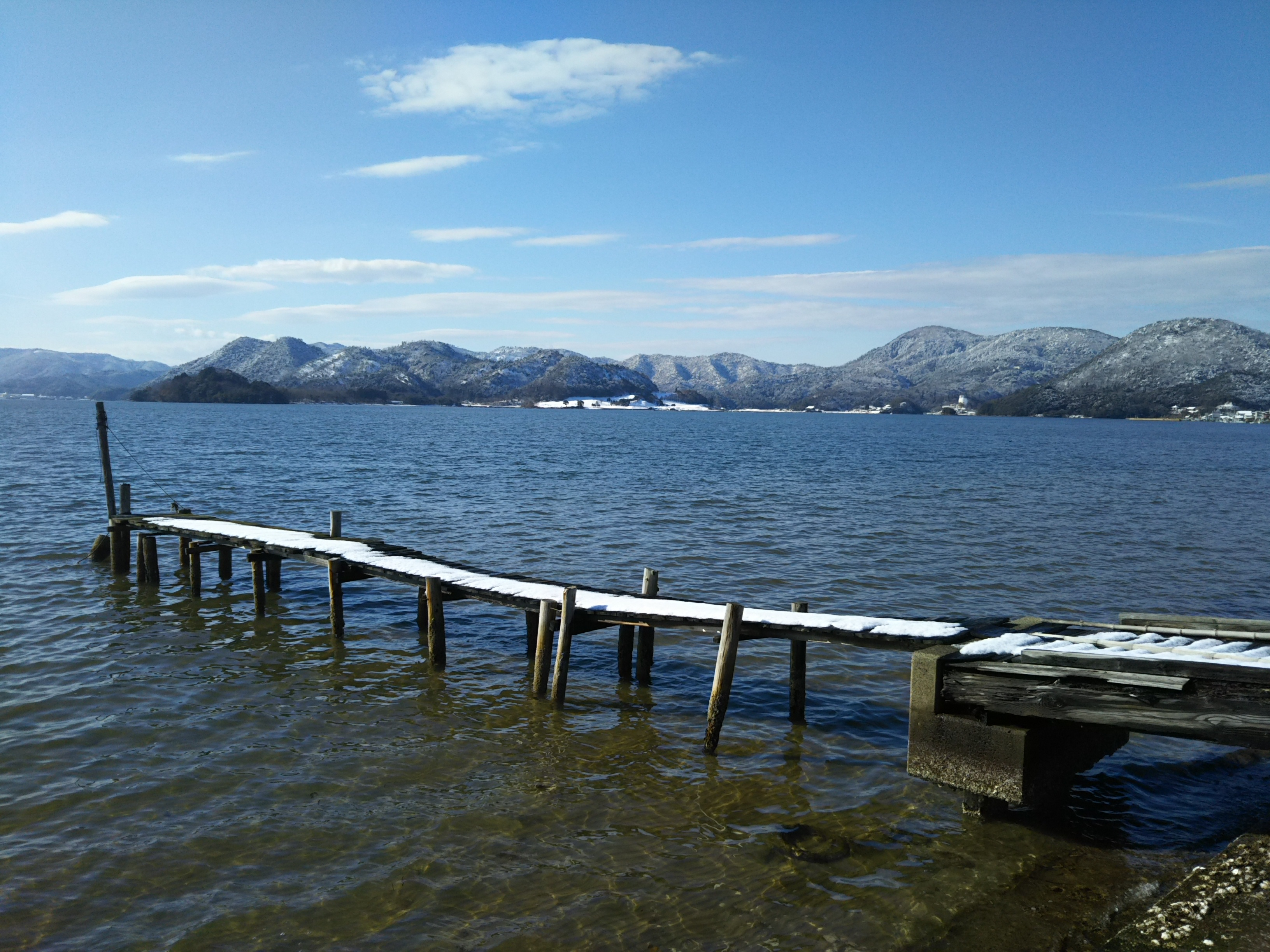
小天橋側から見た冬の久美浜湾（2017年12月）
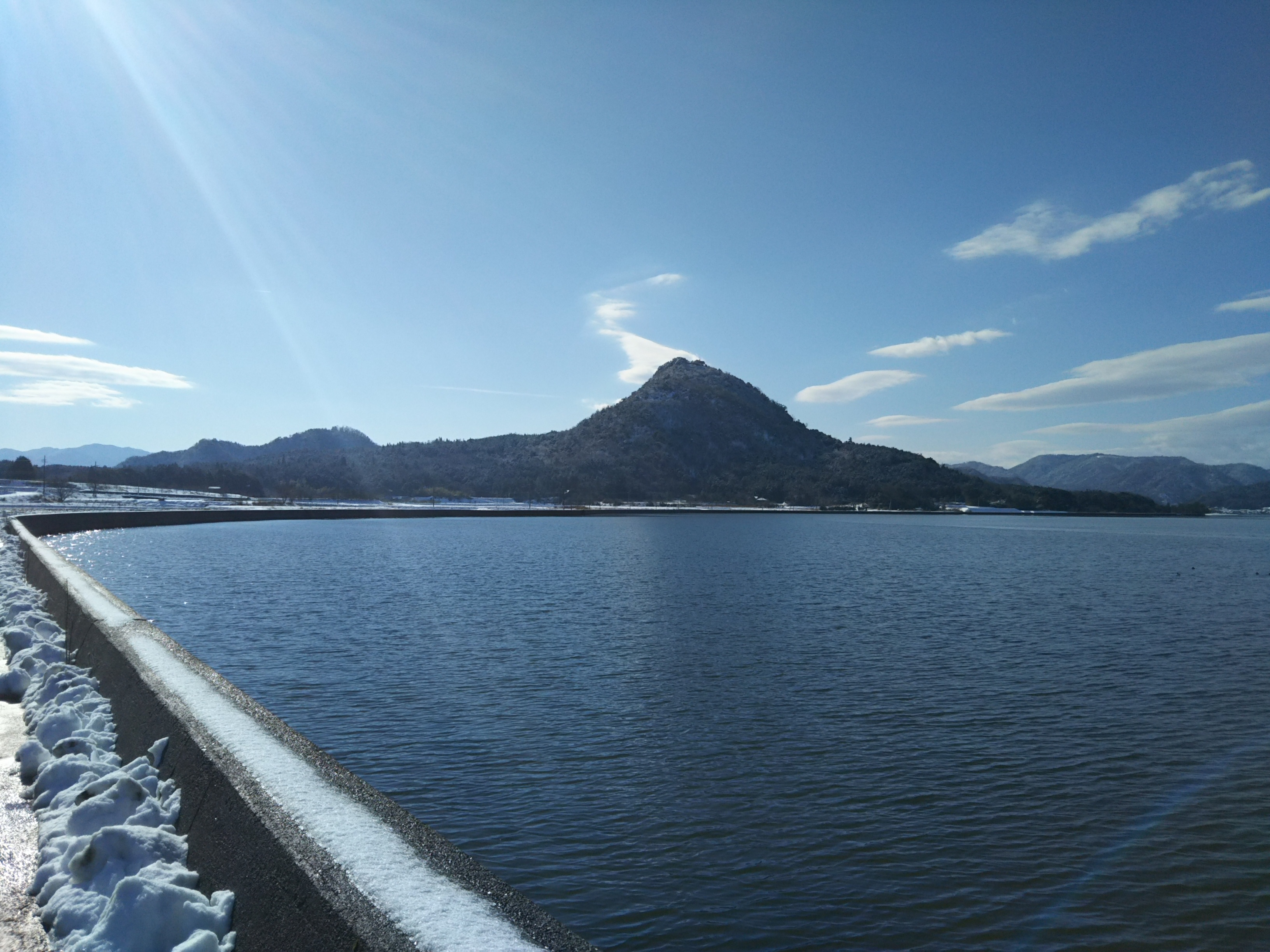
冬の久美浜湾と兜山（2017年12月）
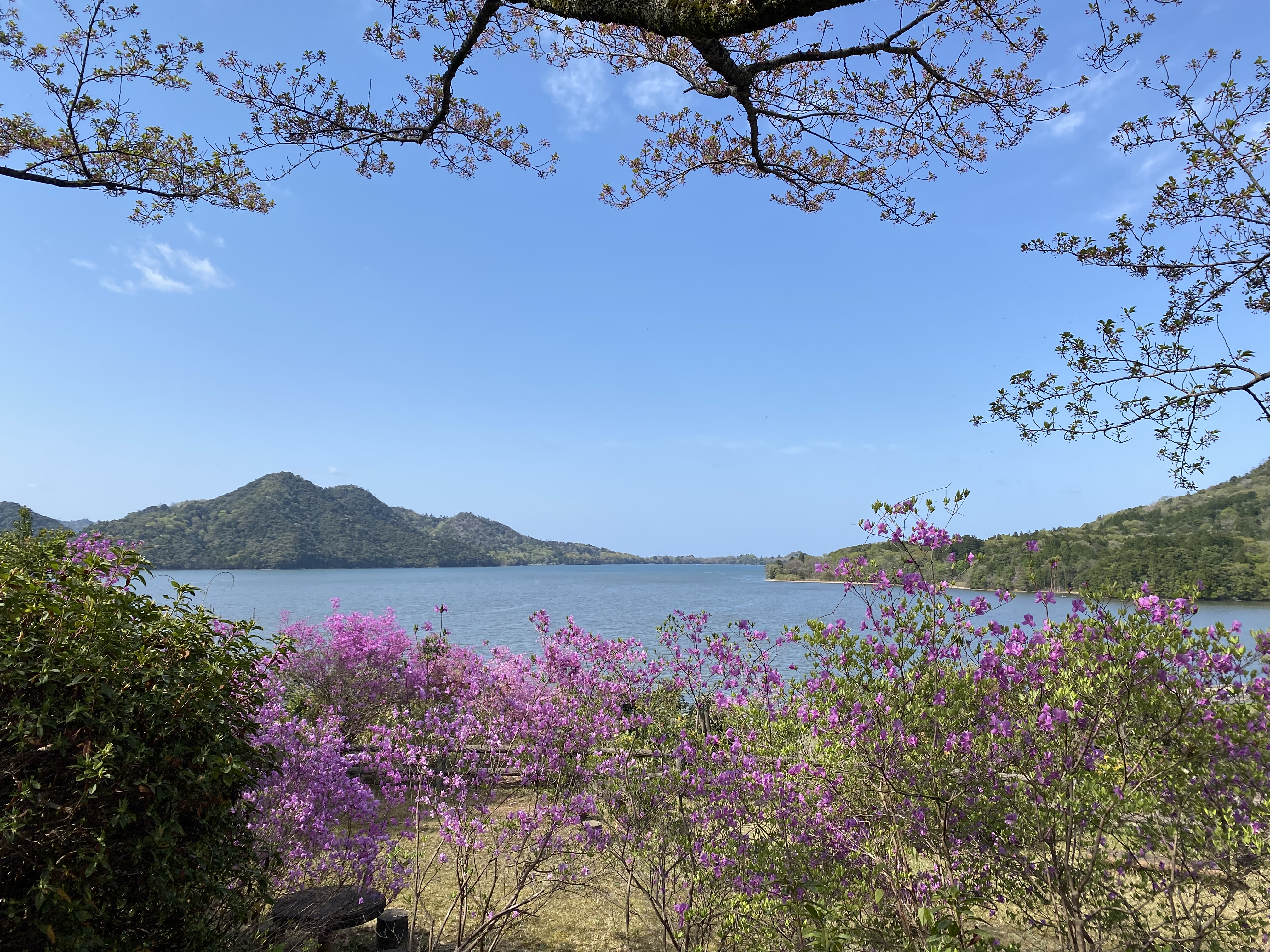
東山公園から見た久美浜湾（2022年4月）